# 야마모토 카네히라
야먀모토 카네히라(山本 兼平, 1977년 5월 9일 ~ )는 일본의 성우이다. 도쿄 출신. EARLY WING 소속. 주로 조단역을 전문으로 연기하며 그나마 주연급인 캐릭터로는 썬즈 오브 아나키의 쥬스 오티즈가 있다.
어둠의 세계에서는 무나카타 진(胸肩腎)이라는 이름을 쓰지만 가끔 본명도 쓴다.

## 외화 더빙
- 골든 슬럼버 - 신무열(윤계상)
- 인질 - 최기완(김재범)